# (18899) 2000 JQ2
(18899) 2000 JQ2 est un astéroïde aréocroiseur de 2,136 km de diamètre découvert en 2000.

## Description
(18899) 2000 JQ2 a été découvert le 3 mai 2000 à Višnjan, une municipalité située dans le comitat d'Istrie en Croatie, par Korado Korlević.

### Caractéristiques orbitales
L'orbite de cet astéroïde est caractérisée par un demi-grand axe de 2,30 UA, un périhélie de 1,44 UA, une excentricité de 0,37 et une inclinaison de 22,66° par rapport à l'écliptique. Du fait de ces caractéristiques, à savoir un demi-grand axe inférieur à 3,2 UA et un périhélie compris entre 1,3 et 1,666 UA, il croise l'orbite de Mars et est classé, selon la JPL Small-Body Database, comme astéroïde aréocroiseur (aréo venant de Arès).

### Caractéristiques physiques
(18899) 2000 JQ2 a une magnitude absolue (H) de 14,9 et un albédo estimé à 0,429, ce qui permet de calculer un diamètre de 2,136 km.Ces résultats ont été obtenus grâce aux observations du Wide-field Infrared Survey Explorer (WISE), un télescope spatial américain mis en orbite en 2009 et observant l'ensemble du ciel dans l'infrarouge, et publiés en 2015 dans un article présentant les résultats concernant 7 956 astéroïdes.